# Nkomazi
La municipalité locale de Nkomazi est une municipalité d'Afrique du Sud, située dans le district d'Ehlanzeni dans la province du Mpumalanga. Malelane est le siège de cette municipalité. Nkomazi s'étend sur 3 240 km2.

## Démographie
La population de la municipalité est de 338 095 habitants en 2007.

## Tourisme
Les villes constituant la municipalité de Nkomazi, comme Malelane, Komatipoort ou Marloth Park, bordent le parc national Kruger au nord, le Mozambique à l'est et le Swaziland au sud.
Cette zone constitue ce que l'on appelle le corridor de Maputo.